# تپه الیکایی (۲)
تپه الیکایی (۲) مربوط به عصر آهن است و در شهرستان شاهرود، بخش بسطام، دهستان خرقان، غرب روستای الیکایی واقع شده و این اثر در تاریخ ۷ اسفند ۱۳۸۶ با شمارهٔ ثبت ۲۱۴۰۸ به‌عنوان یکی از آثار ملی ایران به ثبت رسیده است.